# Miejska Górka
Miejska Górka (niem. Görchen) – miasto w woj. wielkopolskim, w powiecie rawickim, siedziba gminy miejsko-wiejskiej Miejska Górka.

## Nazwa
Miasto ma metrykę średniowieczną i jest notowane od XIV wieku. Po raz pierwszy w 1392 jako Gorca, 1393 Gorka, 1422 opidum Gora, 1424 civitas Gora, 1444 Korka, 1450 Gorga, 1469 Myesczka Gorka, Gorka Myesczka, 1611 Gorka Mieyska, Mieyska Gorka .
Wcześniej zanotowana została część obecnej Miejskiej Górki – zwana Górką mniejszą lub małą, która była początkowo osobną wsią, a później w wyniku procesów urbanizacyjnych stała się przedmieściem. Dokument zawarty w Kodeksie dyplomatycznym Wielkopolskim wymienia ją w 1310 jako Gorca Jabconis, 1425 zgorca malą, 1487 Minor Gorka, Minus Gorca, 1509 Gorca Minor, 1510 villa Gorka, 1520 Mala Gorka, 1523 Mala Gorka, 1581 Gorka suburbium .

## Historia
Miejska Górka uzyskała lokację miejską przed 1406 rokiem. Miasto założone zostało na prawie polskim. W 1416 miejscowość podzielona została na 3 części pomiędzy Jakuba, Mikołaja oraz Pietrasza z Górki. W 1422 kanclerz poznański Mikołaj Górka oddał posiadane przez siebie 1/3 miasta swym bratankom synom Jakuba Górki. W tym samym roku w mieście odnotowano istnienie jatek rzeźniczych .
W 1424 w akcie dotyczącym podziału miasta oraz wójtostwa Górka wymieniono: zamek górowski (łac. castrum) wraz z dworem nadolnym (łac. curia inferior alias nadolny). Miasto otoczone było murami i posiadało bramę miejską (łac. pars walwarum alias wierzey civitatis) oraz rynek wraz z dwoma pierzejami. W pierwszej domy stały tyłem do zamku (łac. platea alias pyerzeya, que iacet in circulo ad castrum dorso alias tylem), druga natomiast posiadała na tyłach umocnienia miejskie sięgające murów (łac. „usque ad blancas”). W mieście znajdowały się również trzy drogi: jedna z nich biegła wzdłuż miejskich fortyfikacji (łac. penes blancas), a pozostałe dwie prowadziły do miejscowego kościoła. W mieście znajdowało się wówczas 17 ogrodów oraz 8 łanów roli. W 1428 król polski Władysław Jagiełło na prośbę wojewody poznańskiego Łukasza Góreckiego przeniósł Górkę w Wielkopolsce z prawa polskiego na prawo magdeburskie .
W czasie wojny trzynastoletniej Miejska Górka wystawiła w 1458 roku 4 pieszych na odsiecz oblężonej polskiej załogi Zamku w Malborku. Od średniowiecza było prywatnym miastem szlacheckim własnością Górków herbu Łodzia m.in. kasztelana międzyrzeckiego Andrzeja Górki.
Miasto wymienione zostało w historycznych dokumentach podatkowych. W 1510 w miejscowości znajdowało się 10 łanów roli i 2 łany wójtowskie, które posiadali 2 mieszczanie. W 1530 miasto płaciło 4 grzywny szosu. W 1563 płaciło podwójny szos wynoszący 12 zł 24 gr oraz pobór od 74 rzemieślników, 27 komorników i 1 biednej komornicy, 4 handlarzy wędrownych, a także od 6 kotłów gorzałki wytwarzanych w miejscowości. W 1581 miasto płaciło podwójny szos 12 zł 24 gr oraz pobór od 47 rzemieślników, 6 przekupniów, 12 komorników, 4 piekarzy, 5 wędrownych sprzedawców soli. W tym roku w miejscowości 20 łanów uprawianych było przez mieszczan .
Około 1580 roku leżało w powiecie kościańskim województwa poznańskiego leżącego w Rzeczypospolitej Obojga Narodów.
W mieście znajduje się klasztor franciszkanów.
Miejscowość ta związana jest z historią słynnego ongiś rodu wielkopolskich możnowładców – Górków Po wygaśnięciu rodu w 1592 miasto stało się własnością wielkopolskich rodów szlacheckich: Czarnkowskich herbu Nałęcz, Przerębskich oraz księcia Sułkowskiego.

### Zabory Polski
Wskutek II rozbioru Polski w 1793, miasto przeszło pod władanie Prus i jak cała Wielkopolska znalazło się w zaborze pruskim. Miejscowość wymieniona została w XIX-wiecznym Słowniku geograficznym Królestwa Polskiego jako dwie lokacje: miasto Górka miejska leżące w powiecie krobskim oraz klasztor Goruszki. W 1871 w mieście stało wówczas 220 domów zamieszkanych przez 1761 mieszkańców, w tym 1067 katolików, 682 ewangelików i 12 wyznawców judaizmu. W 1875 liczba mieszkańców spadła do 1677.
W mieście istniały dwie kilkuklasowe elementarne szkoły: katolicka oraz protestancka, ale pomimo tego mieszkało w nim 262 analfabetów. Znajdowały się w nim także: urząd pocztowy trzeciej klasy, stacja telegraficzna. Mieszkańcy trudnili się rolnictwem, handlem świniami oraz rzemiosłem. W mieście pracowało najwięcej szewców oraz młynarzy. Znajdowała się w nim także gorzelnia.

### Obecnie
W latach 1954–1972 miasto nie należało ale było siedzibą władz gromady Miejska Górka. W latach 1975–1998 miasto administracyjnie należało do województwa leszczyńskiego. Burmistrzem jest Karol Skrzypczak.

## Komunikacja
Miasto przecina droga krajowa nr 36 Lubin – Rawicz – Miejska Górka – Krotoszyn – Ostrów Wielkopolski. W pobliżu Miejskiej Górki znajduje się skrzyżowanie DK36 z drogą wojewódzką nr 434.
W miejscowości znajduje się stacja na linii kolejowej (używanej sporadycznie przez pociągi do cukrowni lub turystyczne) Rawicz – Kobylin.

## Edukacja
- Zespół Szkół im. St. Mikołajczyka
- Szkoła Podstawowa im. Marii Konopnickiej
- Niepubliczne Przedszkole TUPTUP
- Publiczne przedszkole

## Demografia
31 grudnia 2019 miasto miało 3210 mieszkańców.

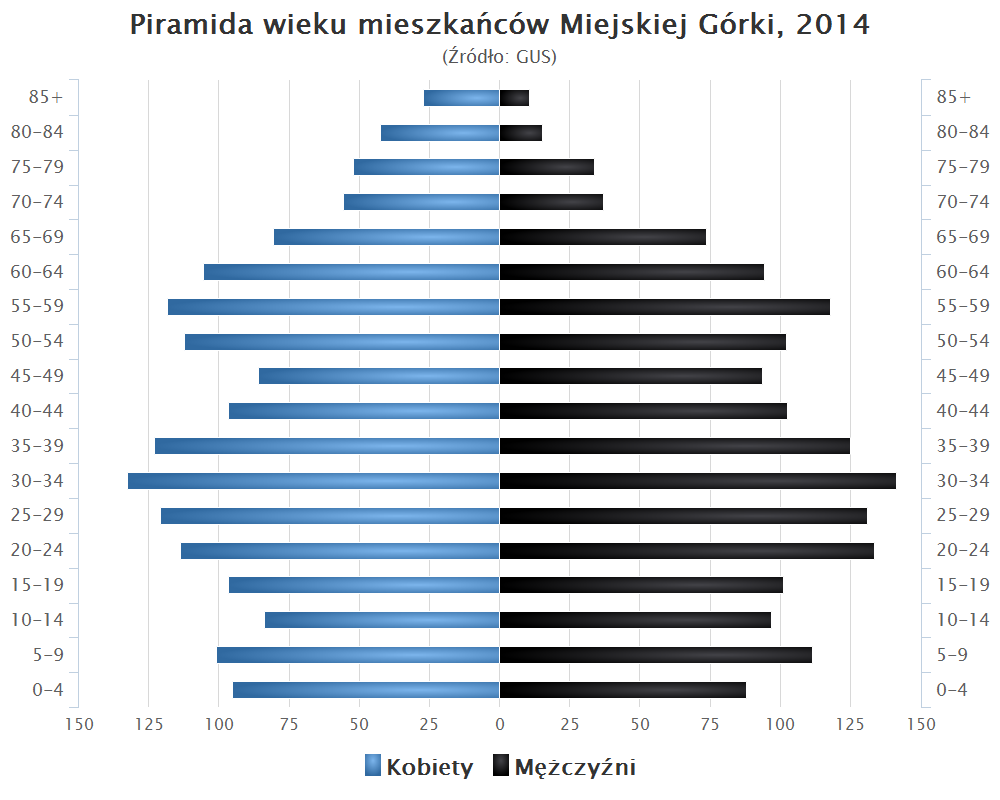
Piramida wieku mieszkańców Miejskiej Górki w 2014 roku

## Sport
- Klub Sportowy Sparta Miejska Górka – klub piłkarski grający w sezonie 2023/2024 w klasie okręgowej, gr. wielkopolskiej IV[12].
- TSB „Demony” Miejska Górka – klub w baseballowej ekstraklasie. W sezonie 2007 i 2008 TSB Demony zdobyły brązowy medal Mistrzostw Polski Seniorów. Aktualny Mistrz Polski w baseballu seniorów (sezon 2009)

## Współpraca międzynarodowa
Miasta partnerskie:
- Turbów[13]
- Dobruška[14]
- Ábrahámhegy[15]

## Galeria

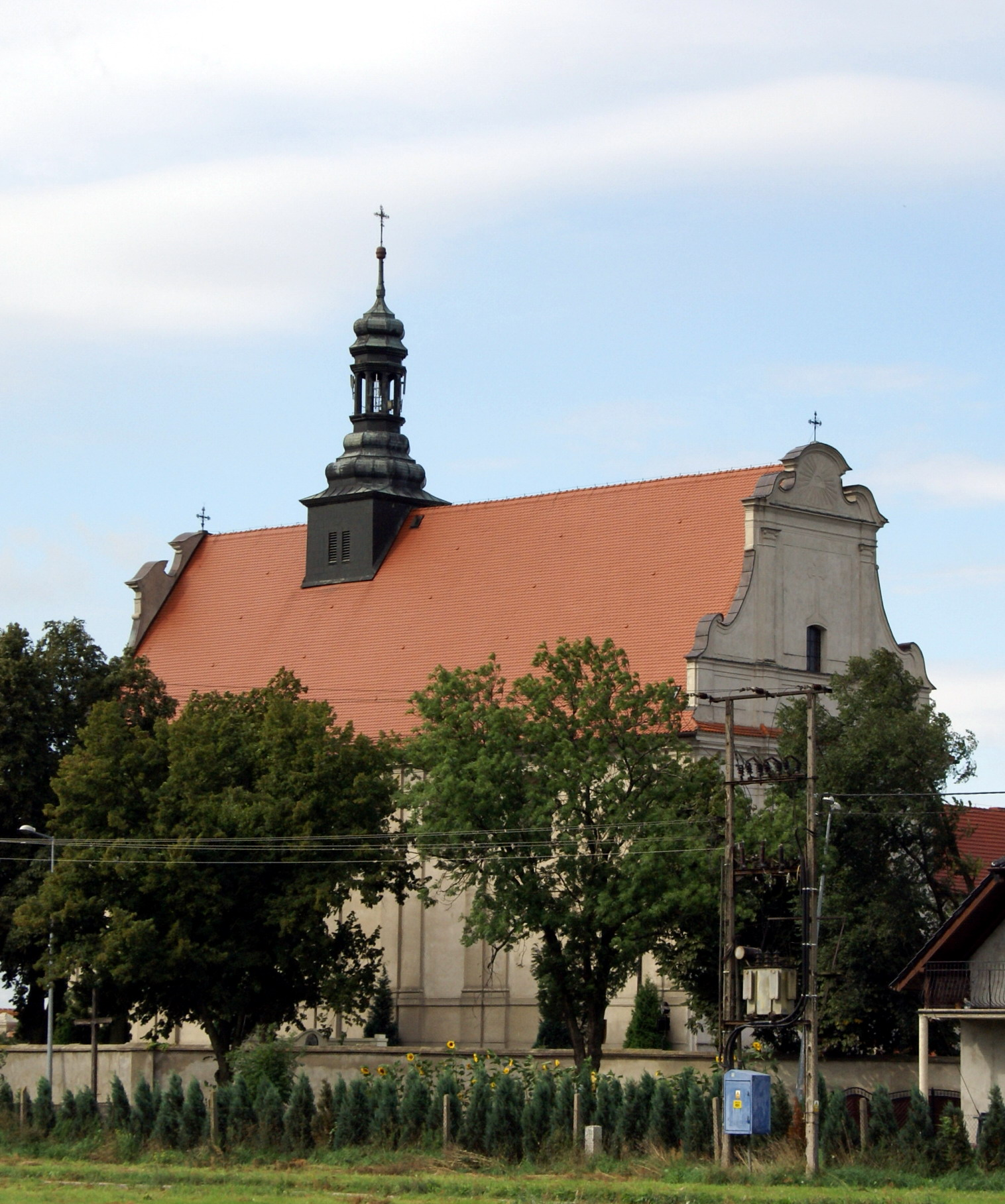
Klasztor franciszkanów
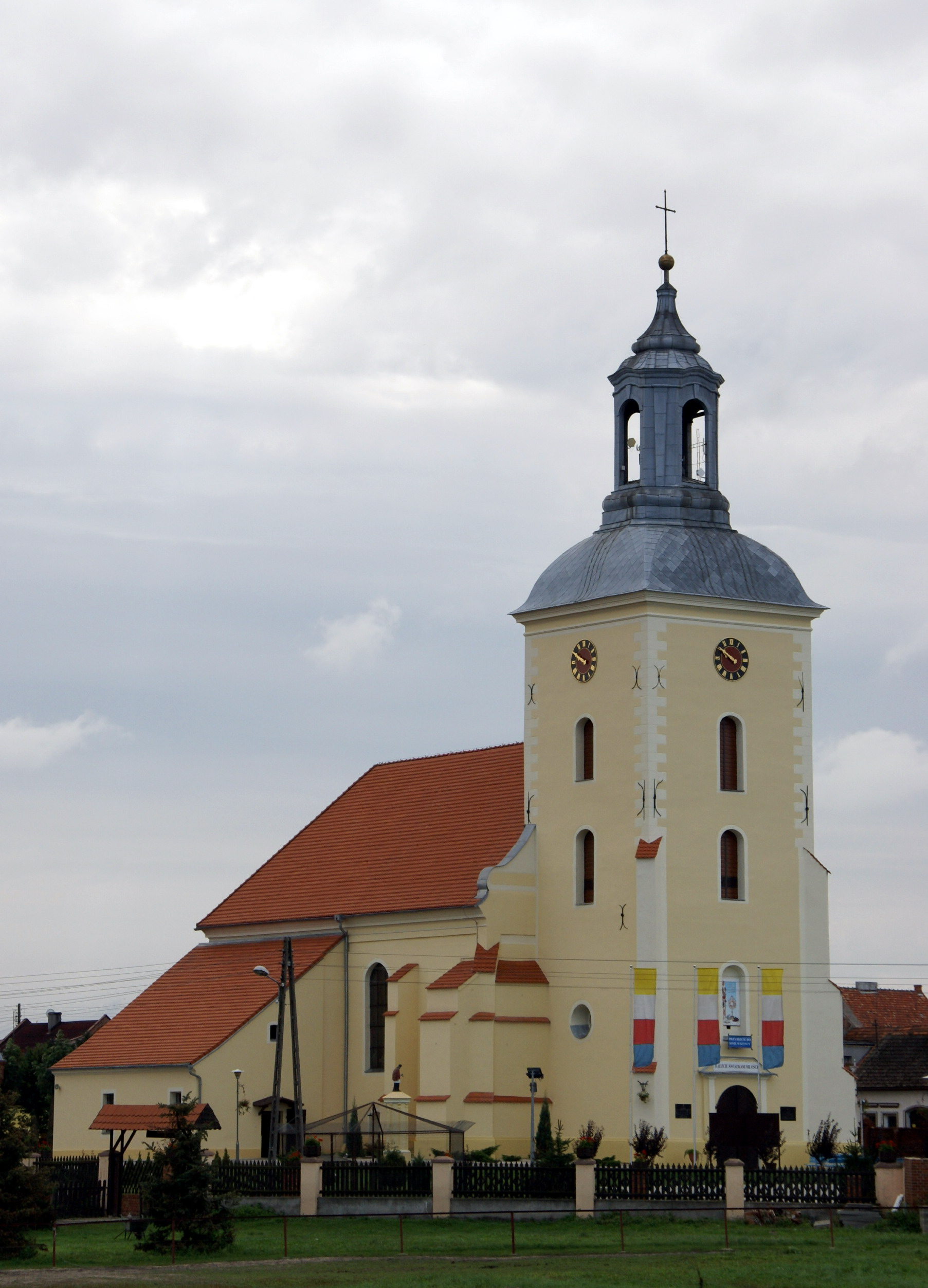
Kościół św Mikołaja
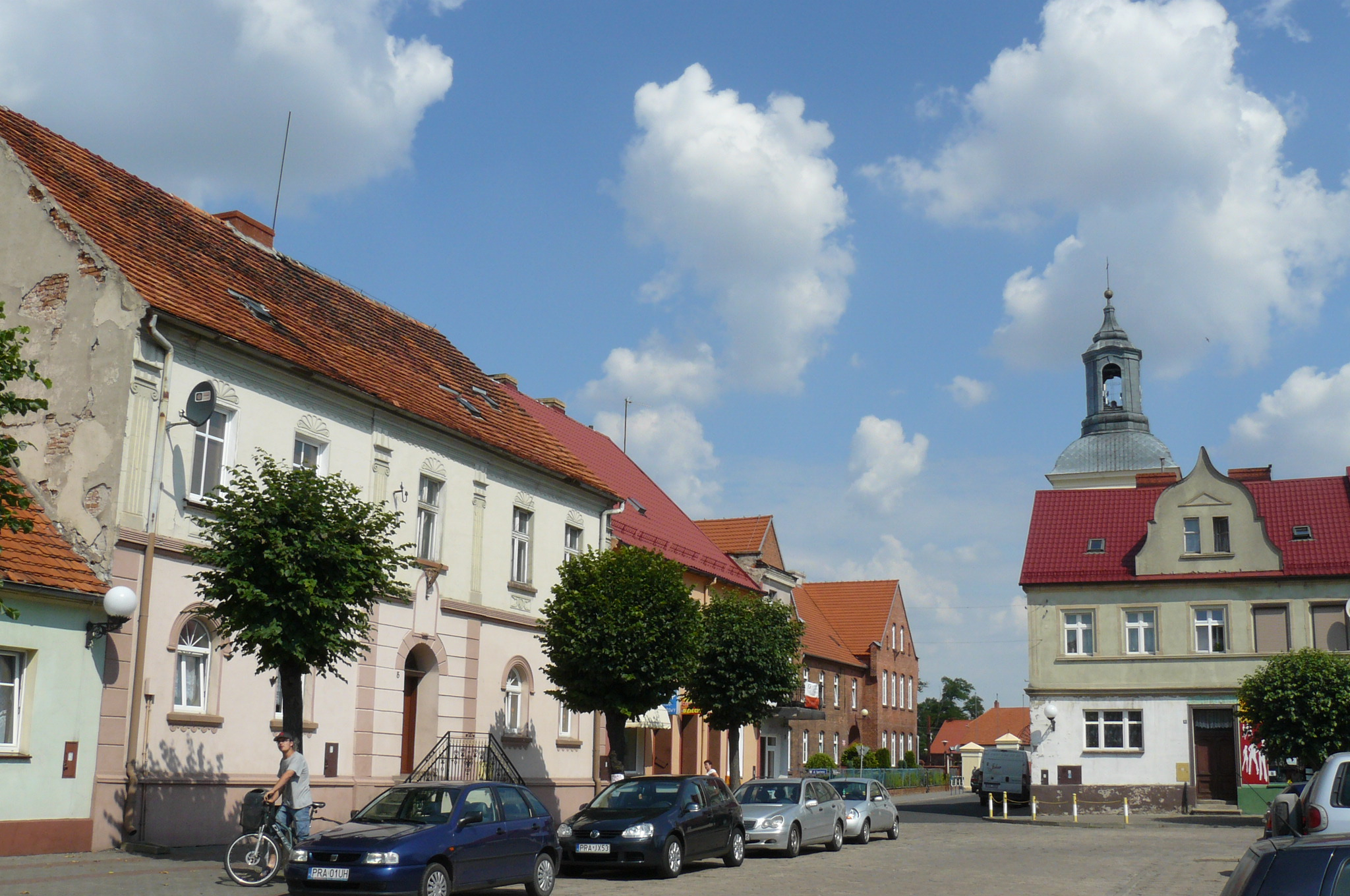
Rynek